# Watanabe Hajime (Animador)
Hajime Watanabe (渡辺 はじめ Watanabe Hajime?, nacido en 1957) es un animador japonés y diseñador de personajes. Hizo su debut como jefe de diseño de personajes en Hime-chan's Ribbon, y él ha trabajado frecuentemente con Akitaro Daichi en varios animes

## Trabajos
- Akazukin Chacha
- Animation Runner Kuromi
- Hiatari Ryōkō!
- Hime-chan's Ribbon
- Kaleido Star
- Kero Kero Chime
- Kiteretsu Daihyakka
- Kodocha
- Nurse Angel Ririka SOS
- Ojarumaru
- School Rumble
- Sora no Manimani
- Tsukikage Ran
- Uta Kata